# همیلتون (دهانه)
همیلتون یک دهانه برخوردی در کره ماه‌ است.

## دهانه‌های اقماری
این دهانه ۱ دهانه اقماری دارد.
| Hamilton | عرض جغرافیایی | طول جغرافیایی | قطر          |
| -------- | ------------- | ------------- | ------------ |
| B        | ۴۲.۶° S       | ۸۲.۱° E       | ۳۲.۰ کیلومتر |